# نادي وشقة لكرة اليد
نادي وشقة لكرة اليد (بالإسبانية: Balonmano Huesca)‏ هو نادي كرة يد في إسبانيا تأسس في سنة 1995 يقع مقره في وشقة، منطقة أراغون. يلعب في الدوري الإسباني لكرة اليد.

## وصلات خارجية
- الموقع الرسمي